# Прва лига Југославије у одбојци за жене
Прва лига Југославије у одбојци за жене је била највиша одбојкашка лига за жене у СФР Југославији. Лига је формирана 1945. и одиграно је укупно 47 сезона пре него што је расформирана 1991. услед распада СФРЈ.
Најуспешнија екипа у овом периоду била је ЖОК Црвена звезда са 18 шампионских титула, следили су је ЖОК Партизан са 8 и Младост из Загреба са 5 титула. 

## Прваци
- 1945. Словенија
- 1946. Полет Марибор
- 1947. Енотност Љубљана
- 1948. Енотност Љубљана
- 1949. Енотност Љубљана
- 1950. Енотност Љубљана
- 1951. Железничар Љубљана
- 1952. Партизан Београд
- 1953. Браник Марибор
- 1953. Железничар Љубљана
- 1955. Партизан Београд
- 1956. Партизан Београд
- 1957. Партизан Београд
- 1958. Партизан Београд
- 1959. Црвена звезда Београд
- 1960. Партизан Београд
- 1961. Партизан Београд
- 1962. Црвена звезда Београд
- 1963. Црвена звезда Београд
- 1964. Црвена звезда Београд
- 1965. Црвена звезда Београд
- 1966. Црвена звезда Београд
- 1967. Црвена звезда Београд
- 1968. Партизан Београд
- 1969. Црвена звезда Београд
- 1970. Црвена звезда Београд
- 1971. Црвена звезда Београд
- 1972. Црвена звезда Београд
- 1973. Партизан, Ријека
- 1974. Ријека
- 1975. Црвена звезда Београд
- 1976. Црвена звезда Београд
- 1977. Црвена звезда Београд
- 1978. Црвена звезда Београд
- 1979. Црвена звезда Београд
- 1980. Раднички Београд
- 1981. Раднички Београд
- 1982. Црвена звезда Београд
- 1983. Црвена звезда Београд
- 1984. Младост-Монтер Загреб
- 1985. Палома-Браник Марибор
- 1986. Палома-Браник Марибор
- 1987. Младост-Монтер Загреб
- 1988. Раднички Београд
- 1989. Младост-Монтер Загреб
- 1990. Младост-Монтер Загреб
- 1991. Младост-Монтер Загреб